# Mecenas (prawnik)
Mecenas – we współczesnej polszczyźnie: zwyczajowy zwrot grzecznościowy wobec osoby wykonującej zawód prawniczy lub posiadającej umocowanie do występowania przed sądem w imieniu innej osoby, a także (choć rzadziej) dla magistra prawa. 
Tytuł ten stosowany jest tylko w Polsce. W XVI stuleciu ówczesnych adwokatów nazywano procuratores mercenarii, czyli „płatni zastępcy procesowi” i w ten sposób odróżniano ich od „niezawodowych” zastępców procesowych określanych procuratores. Od zwrotu procuratores mercenarii miał powstać termin „mecenas”, poprzez stopniową eliminację pierwszego członu i głoski „r” w drugim wyrazie. Występował on już w XVIII stuleciu, a upowszechnił się w wieku XIX.
Tytuł mecenasa posiada charakter czysto grzecznościowy i nie jest chroniony prawnie. Najczęściej stosowany jest w odniesieniu do najpopularniejszych zawodów prawniczych: adwokata, radcy prawnego, a także do aplikantów, odpowiednio: adwokackiego i radcowskiego. Współcześnie używa się go także w odniesieniu do przedstawicieli nowszych zawodów prawniczych, w szczególności do: doradców podatkowych (zawód utworzony w 1996 roku), rzeczników patentowych (zawód utworzony w 2001 roku), doradców restrukturyzacyjnych (zawód utworzony w 2016 roku, nowelizacja KPC art. 87) oraz radców Prokuratorii Generalnej RP (zawód utworzony w 2005 roku). Ponadto jest on stosowany w toku prac legislacyjnych w odniesieniu do legislatorów. Tytułem tym można również określać absolwentów studiów prawniczych, nawet bez odbytej aplikacji, choć to praktykuje się rzadziej.  
Jeszcze w 2014 roku Biuro Prasowe Naczelnej Rady Adwokackiej apelowało, by tytuł mecenasa zarezerwować jedynie dla adwokatów oraz radców prawnych, ale pozostało to bez wpływu na praktykę mediów i środowisk prawniczych.